# 岩瀬幸
岩瀬 幸（いわせ　、1917年 - ）は、日本の外交官、外務省に奉職し、在ニカラグア日本大使（1978年 - 1980年）を務めた。

## 経歴
1937年（昭和12年）、横浜専門学校(現・神奈川大学）に進学。同級生には、戦時中、在タイ日本国大使館で副領事官を務めた西野順治郎がいる。当時、横浜専門学校では 学監米田吉盛の学校設立当初からの希望で貿易学科が設置され、貿易、国際法、語学の専門的な授業が行われていた。
1937年4月に在学中に外務省留学生試験を受験、筆記、二次の外国語会話を含む口頭試験を経て合格し、ポルトガルのリスボンへ留学する。1978年（昭和53年）、在ニカラグア日本国大使館に大使として赴任。